# Polykatianna flammea
Polykatianna flammea är en urinsektsart som beskrevs av John Tenison Salmon 1946. Polykatianna flammea ingår i släktet Polykatianna och familjen Katiannidae. Inga underarter finns listade i Catalogue of Life.